# Список потерь Ми-8 и его модификаций (1987 год)
Список потерянных Ми-8 всех модификаций (включая Ми-9, -14, -17, -18, -19, -171 и -172) составлен по данным из открытых источников и учитывает только авиационные происшествия или воздействие внешних сил, приведшие к утрате вертолёта или его списанию вследствие полученных повреждений.
Список не полный и не окончательный.

## Список аварий и катастроф
Зелёным цветом выделены потери при применении в вооружённых конфликтах, в том числе в контртеррористических операциях.
| № п/п | Дата     | Модификация / Бортовой номер | Место                                           | Жертвы / На борту | Краткое описание |
| ----- | -------- | ---------------------------- | ----------------------------------------------- | ----------------- | --- |
| 1     | (?)      | н.д. н.д.                    | н.д.                                            | н.д./н.д.         | Вертолёт ВВС ДРА. Подробности отсутствуют. |
| 2     | (?)      | н.д. н.д.                    | н.д.                                            | н.д./н.д.         | Вертолёт ВВС ДРА. Подробности отсутствуют. |
| 3     | (?)      | н.д. н.д.                    | н.д.                                            | н.д./н.д.         | Вертолёт ВВС ДРА. Подробности отсутствуют. |
| 4     | 10 янв.  | Ми-8МТ н.д.                  | н.д.                                            | н.д./н.д.         | Вертолёт 205-й овэ. Подробности отсутствуют. |
| 5     | 14 янв.  | Ми-8МТ н.д.                  | в районе водохранилища Суруби                   | 3/6               | Вертолёт 239-й овэ. Экипаж капитана Цупко выполнял перелёт по маршруту Газни → Джелалабад на небезопасной высоте и в районе водохранилища Суруби был сбит ракетой ПЗРК. Погибло трое пассажиров не сумевших покинуть вертолет с парашютами. |
| 6     | 20 янв.  | Ми-8МТ н.д.                  | н.д.                                            | 3/н.д.            | Вертолёт 205-й овэ, экипаж майора Кобзаря. Погибли 3 пассажира. |
| 7     | 4 марта  | Ми-8МТ н.д.                  | близ Баграма                                    | 3/3               | Вечером пара вертолётов 262-й овэ под прикрытием двух Ми-24 вылетели на поиски экипажа сбитого Су-22УМ ВВС ДРА. В сгущающихся сумерках экипажи Ми-8 допустили столкновение, в результате катастрофы все находящиеся на бортах погибли. |
| 8     | 4 марта  | Ми-8МТ н.д.                  | близ Баграма                                    | 3/3               | Вечером пара вертолётов 262-й овэ под прикрытием двух Ми-24 вылетели на поиски экипажа сбитого Су-22УМ ВВС ДРА. В сгущающихся сумерках экипажи Ми-8 допустили столкновение, в результате катастрофы все находящиеся на бортах погибли. |
| 9     | 15 апр.  | Ми-8МТ н.д.                  | 35 км северо-восточнее Кабула                   | 3/3               | Вертолёт 262-й овэ. Сбит из ПЗРК при снижении, погиб экипаж в составе командира капитана С. Клименко, лётчика-штурмана лейтенанта Ю. Субботина и борттехника лейтенанта Р. Эрханова. |
| 10    | 21 апр.  | Ми-8МТ н.д.                  | 120 км севернее Кандагара                       | 13/14             | В ходе операции «Юг-87» пара вертолётов 280-го овп осуществляли высадку десанта в районе боевых действий. По вертолётам, идущим на малой высоте, открыл огонь замаскированный ДШК. Ведущий начал манёвр уклонения и в этот момент машина ведомого столкнулась с ним. В результате крушения в вертолёте ведущего погибли командир майорр О. Харчевников, борттехник ст. лейтенант В. Шевченко и 11 десантников, лётчик-штурман С. Николаенко остался жив. В вертолёте ведомого погибли командир ст. лейтенант В. Захаров, борттехник лейтенант А. Невмывака и 5 десантников, спастись удалось лётчику-штурману В. Кохнович и трем десантникам. |
| 11    | 21 апр.  | Ми-8МТ 55                    | 120 км севернее Кандагара                       | 7/11              | В ходе операции «Юг-87» пара вертолётов 280-го овп осуществляли высадку десанта в районе боевых действий. По вертолётам, идущим на малой высоте, открыл огонь замаскированный ДШК. Ведущий начал манёвр уклонения и в этот момент машина ведомого столкнулась с ним. В результате крушения в вертолёте ведущего погибли командир майорр О. Харчевников, борттехник ст. лейтенант В. Шевченко и 11 десантников, лётчик-штурман С. Николаенко остался жив. В вертолёте ведомого погибли командир ст. лейтенант В. Захаров, борттехник лейтенант А. Невмывака и 5 десантников, спастись удалось лётчику-штурману В. Кохнович и трем десантникам. |
| 12    | 7 мая    | Ми-8МТ 67                    | Лашкаргах                                       | 14/14             | Вертолёт 280-го овп. Экипаж получил задание на перевозку 11 увольняющихся в запас военнослужащих. Сразу после взлёта вертолёт взорвался, все находящиеся на борту погибли. Причина взрыва осталась невыясненной. |
| 13    | 10 мая   | Ми-17 304                    | департамент Хинотега, 9 км от Сан-Хосе-де-Бокай | 4/4               | Вертолёт ВВС Никарагуа контрас ракетой из ПЗРК Стрела-2М, ранее захваченной из арсенала сандинистов. |
| 14    | 26 мая   | Ми-8МТ 46                    | близ Кандагара                                  | 0/4               | Вертолёт 280-го овп. При доставке раненого в госпиталь вертолёт был подбит огнём с земли. После аварийной посадки экипаж и раненый эвакуировались на машине ведомого, подбитый вертолёт сгорел. |
| 15    | 1 июня   | Ми-8МТ 51                    | 63 км западнее Кандагара                        | 0/3               | Вертолёт 280-го овп. При выполнении поисково-спасательных работ отклонился от назначенного маршрута и был сбит из ПЗРК. Вертолёт сгорел после вынужденной посадки, экипаж эвакуировался. |
| 16    | 3 июня   | Ми-8МТ н.д.                  | близ аэропорта Кабула                           | 0/5               | Вертолёт 50-го осап в ходе набора высоты вышел из охраняемой зоны и был поражен ракетой ПЗРК, экипаж и два пассажира удачно покинули машину, приземлились под парашютами. Подобраны экипажем ведомого. |
| 17    | 4 июня   | Ми-8Т СССР-22666             | Красноярский край, 40 км от Ванавары            | 0/3               | Экипаж допустил ошибку во время посадки. Вертолёт зацепил тракторные сани хвостовой балкой, опрокинулся на правый борт и сгорел. Экипаж получил ожоги. |
| 18    | 5 июня   | Ми-8МТ 44                    | 22 км севернее Кандагара                        | 4/н.д.            | Вертолёт 280-го овп. Экипаж выполнял ночной полёт для подбора раненого с одного из сторожевых постов. При заходе на посадку по машине противник открыл огонь. Пытаясь уклонится от огня вертолёт зацепил землю и разбился, погибли 2 члена экипажа (капитан Р. Борышнев и борттехник лейтенант И. Крамаренко) и 2 пассажира. |
| 19    | 12 июня  | Ми-17 287                    | департамент Хинотега                            | 15/15             | Вертолёт ВВС Никарагуа сбит контрас ракетой из ПЗРК FIM-43 Redeye. |
| 20    | 12 июня  | Ми-8 н.д.                    | провинция Балх                                  | 14/14             | Вертолёт 377-го овп ВВС ДРА выполнял грузо-пассажирский рейс и был сбит над провинцией Балх. Все находившиеся на борту, в том числе две женщины с детьми, погибли. |
| 21    | 21 июня  | Ми-8МТ н.д.                  | н.д.                                            | 0/3               | Вертолёты 50-го осап совершали транспортный рейс на высокогорный пост. При пролете горного хребта на высоте 3800 м огнём ЗГУ был подбит вертолёт капитана Ю. Евдокимова, с которого все сумели безопасно эвакуироваться. Ведомый развернулся и пошёл на подбор сбитого экипажа, но был сам поражен ракетой ПЗРК Stinger, пришлось воспользоваться парашютами. Командир капитан Т. Мугтасимов, лётчик-штурман ст. лейтенант В. Алексютин и борттехник ст. лейтенант В. Скачков приземлились на склон горы и сразу вступили в бой с душманами. Под натиском численно превосходящего противника лётчики стали отходить к вершине горы, когда патроны были на исходе подошла пара вертолетов поисково-спасательной службы. По одному из них так же выпустили ракету ПЗРК Stinger, от которой тот, сманеврировав, уклонился и произвел подбор Мугтасимова и Скачкова. А Алексютин погиб в бою с душманами, прикрывая отход своих товарищей. |
| 22    | 21 июня  | Ми-8МТ н.д.                  | н.д.                                            | 1/3               | Вертолёты 50-го осап совершали транспортный рейс на высокогорный пост. При пролете горного хребта на высоте 3800 м огнём ЗГУ был подбит вертолёт капитана Ю. Евдокимова, с которого все сумели безопасно эвакуироваться. Ведомый развернулся и пошёл на подбор сбитого экипажа, но был сам поражен ракетой ПЗРК Stinger, пришлось воспользоваться парашютами. Командир капитан Т. Мугтасимов, лётчик-штурман ст. лейтенант В. Алексютин и борттехник ст. лейтенант В. Скачков приземлились на склон горы и сразу вступили в бой с душманами. Под натиском численно превосходящего противника лётчики стали отходить к вершине горы, когда патроны были на исходе подошла пара вертолетов поисково-спасательной службы. По одному из них так же выпустили ракету ПЗРК Stinger, от которой тот, сманеврировав, уклонился и произвел подбор Мугтасимова и Скачкова. А Алексютин погиб в бою с душманами, прикрывая отход своих товарищей. |
| 23    | 30 июня  | Ми-8МТ 31                    | н.д.                                            | 1/н.д.            | Вертолёт 280-го овп. Поражён ракетой ПЗРК Stinger. |
| 24    | 11 авг.  | Ми-8МТ 26                    | близ Кабула                                     | 2/4               | Вертолёт 262-й овэ. При доставке грузов на высокогорный пост вертолёт, при посадке, попал под обстрел, завалился с посадочной площадки и загорелся. Командир вертолета капитан А. Матвеев и борттехник А. Кисленок получили ожоги, но успели покинуть машину до взрыва, лётчик-штурман лейтенант С. И. Хробор погиб. Единственный пассажир спасся не получив травм. Борттехник от полученных ожогов скончался в госпитале через два дня. |
| 25    | 27 авг.  | Ми-17 н.д.                   | 180 км от Манагуа                               | 6/н.д.            | Вертолёт ВВС Никарагуа был поражён в левый двигатель ракетой из ПЗРК FIM-43 Redeye. Экипажу удалось почти дотянуть до кукурузного поля, но машина лопастями несущего винта задела деревья и упала на землю. До взрыва из вертолёта успели эвакуироваться 12 военнослужащих и экипаж. Шестеро военнослужащих погибли. |
| 26    | 28 авг.  | Ми-8МТ н.д.                  | Газни                                           | н.д./н.д.         | Вертолёт 239-й овэ. Уничтожен на стоянке прямым попаданием реактивного снаряда. |
| 27    | 30 авг.  | Ми-8МТЯ 94                   | близ Кандагара                                  | 0/3               | Вертолёт радиоразведки 50-го осап. Подбит из ПЗРК ночью на эшелоне, экипаж покинул борт на парашютах. Это первый случай потери вертолёта на высоте в тёмное время суток — до этого момента подобные полёты считались безопасными. |
| 28    | 5 сент.  | Ми-8МТ н.д.                  | 70 км восточнее Кундуза                         | 0/3               | Вертолёт 181-го овп. При заходе на посадку экипаж потерял ориентацию в поднятой вертолётом пыли, машина опрокинулась и сгорела. Экипаж эвакуировался. |
| 29    | 15 сент. | Ми-8МТ н.д.                  | н.д.                                            | 8/15              | Вертолёт 50-го осап. При заходе на посадку для высадки десанта вертолёт задел скалу и разбился. Погиб лётчик-штурман ст. лейтенант П. Ефимов и 7 десантников. |
| 30    | 18 сент. | Ми-8МТ н.д.                  | н.д.                                            | н.д./н.д.         | Вертолёт 302-й овэ, экипаж капитана Н. Гронта. Подробности отсутствуют. |
| 31    | 11 окт.  | Ми-17 н.д.                   | департамент Чонталес, близ Вилла Сандино        | 2/4               | Вертолёт ВВС Никарагуа сбит контрас ракетой из ПЗРК FIM-43 Redeye. |
| 32    | 20 окт.  | Ми-8 н.д.                    | н.д.                                            | 1/н.д.            | Вертолёт погранвойск, операция «Дарбанд». Экипаж выполнял задание по доставке боеприпасов. Во время взлёта с одной из площадок сработала сигнализация, предупреждающая о неисправности редуктора. Экипаж проигнорировал сигнал (ранее были случаи ложного срабатывания) и продолжил взлёт. На 20 минуте полёта произошло разрушение ведущей шестерни редуктора, началась сильная тряска и машина начал резко снижаться. Экипаж произвёл вынужденную посадку, при касании земли вертолёт зацепился за гребень бархана, сделал несколько оборотов в горизонтальной плоскости вокруг своей оси и разрушился. При этом получил смертельную травму головы не пристегнутый ремнями к сидению борттехник — заместитель командира полка по инженерно-авиационной службе подполковник В. Киреев, который 22 октября от полученных ран скончался в госпитале.                                                                                    |
| 33    | 29 окт.  | Ми-8 н.д.                    | департамент Нуэва-Сеговия, близ Мурры           | 8/8               | Вертолёт ВВС Никарагуа столкнулся с землёй, подробности отсутствуют. |
| 34    | 27 нояб. | Ми-8МТ н.д.                  | близ Асадабада                                  | 8/9               | Вертолёт 335-го обвп. Экипаж выполнял задание по доставке личного состава, боеприпасов и продовольствия на посты боевого охранения под прикрытием пары Ми-24. На высоте около 100 м вертолёт был поражён двумя ракетами ПЗРК Stinger, после чего загорелся и стал терять высоту. Удалось спастись только лётчику-штурману, успевшему выпрыгнуть из падающей машины на парашюте. Все остальные — командир капитан Н. Марков, борттехник капитан А. Гуртов и 6 бойцов разведгруппы погибли. |
| 35    | 8 дек.   | Ми-8 н.д.                    | близ Меймене                                    | 0/н.д.            | Вертолёт погранвойск, операция «Дарбанд». Во время высадки десанта при зависании над площадкой на высоте около 2-х метров с близкого расстояния был обстрелян очередью из ДШК. У вертолёта была повреждена хвостовая балка с рулевым винтом. Машина опрокинулась на левый борт и сползла по склону горы на 20-30 метров. Экипаж и десантники получили ушибы лёгкой и средней степени тяжести. После уничтожения огневой точки противника экипаж был эвакуирован сзади идущими вертолётами десантной группы. |
| 36    | 8 дек.   | Ми-8Т н.д.                   | близ Газни                                      | 0/3               | Пара вертолётов 239-й овэ под прикрытием двух Ми-24 вылетели на подбор группы спецназовцев. При пролёте ущелья ведущий был обстрелян из ПЗРК и, поражённый ракетой в хвостовую балку, совершил вынужденную посадку. Экипаж ведомого подобрал экипаж сбитой машины и спецназовцев, но на взлёте сам был подбит, упал на землю и завалился на бок. После оба экипажа со спецназовцами, заняв круговую оборону, держались до тех пор, пока за ними не прилетела большая группа поддержки, эвакуировавшая всех. |
| 37    | 8 дек.   | Ми-8Т н.д.                   | близ Газни                                      | 0/3               | Пара вертолётов 239-й овэ под прикрытием двух Ми-24 вылетели на подбор группы спецназовцев. При пролёте ущелья ведущий был обстрелян из ПЗРК и, поражённый ракетой в хвостовую балку, совершил вынужденную посадку. Экипаж ведомого подобрал экипаж сбитой машины и спецназовцев, но на взлёте сам был подбит, упал на землю и завалился на бок. После оба экипажа со спецназовцами, заняв круговую оборону, держались до тех пор, пока за ними не прилетела большая группа поддержки, эвакуировавшая всех. |
| 38    | 23 дек.  | Ми-8МТЯ 93                   | 15 км юго-восточнее Гардеза                     | 1/3               | Вертолёт радиоразведки 50-го осап. При выполнении разведывательного полёта на высоте 3200 м был подбит ракетой ПЗРК Stinger. Экипаж покинул борт на парашютах, при этом погиб борттехник ст. лейтенант В. Головко, попавший под лопасти несущего винта. |